# Tiquadra reversella
Tiquadra reversella är en fjärilsart som beskrevs av Walker 1866. Tiquadra reversella ingår i släktet Tiquadra och familjen äkta malar. Inga underarter finns listade i Catalogue of Life.